# Živočišné tuky

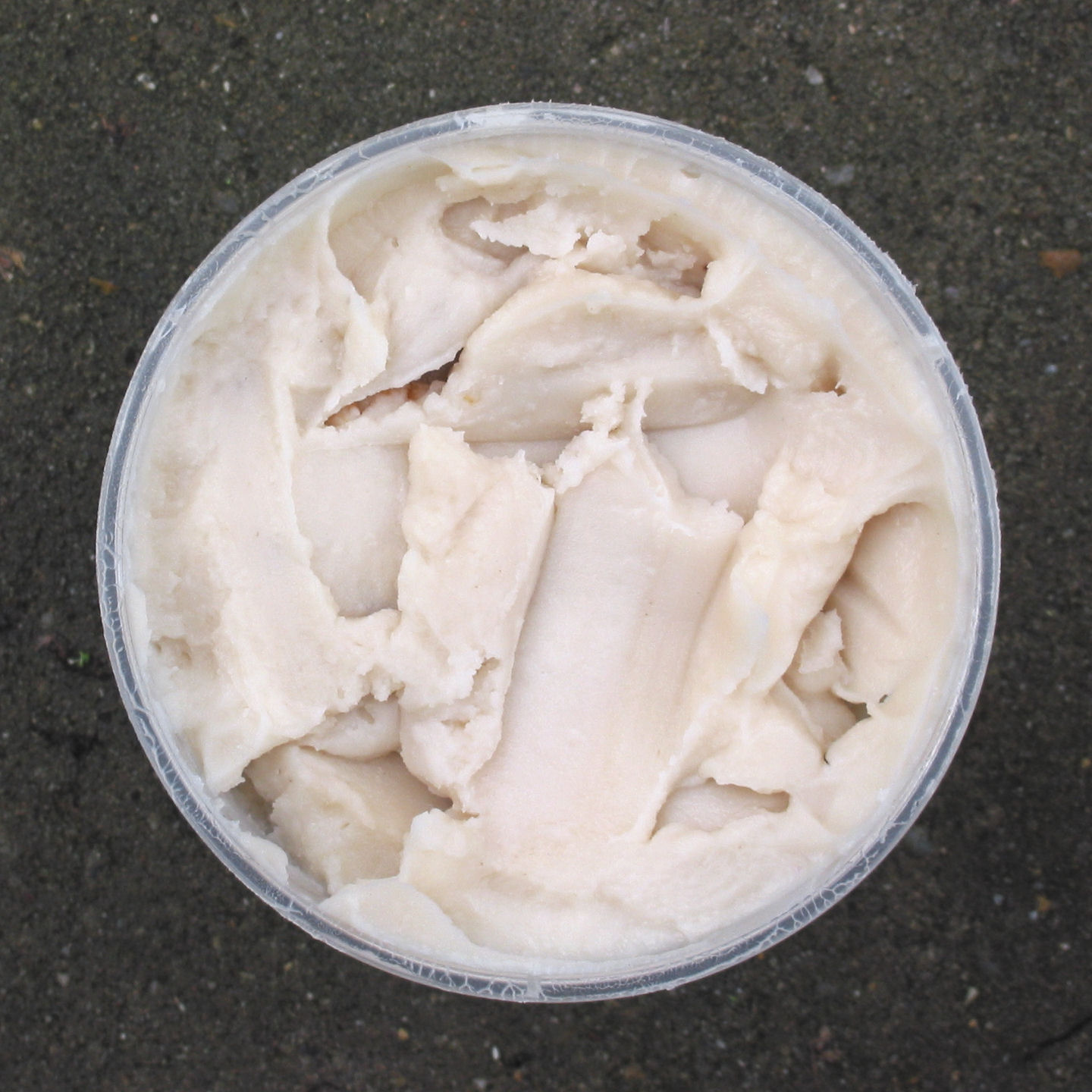
Vyškvařené sádlo z vepřového hřbetu

Živočišné tuky a oleje jsou lipidy pocházející ze zvířat: oleje jsou při pokojové teplotě kapalné a tuky pevné. Chemicky se tuky i oleje skládají z triglyceridů. Ačkoli mnoho části zvířat a jejich výměšků může poskytovat olej, v komerční praxi se olej získává především z kafilerních tuků hospodářských zvířat, jako jsou prasata, kur a tur. Z mléčných výrobků se získávají živočišné tuky a olejové produkty, jako je máslo.
Některé tuky, například husí, mají vyšší bod zakouření než jiné živočišné tuky, ale stále nižší než mnohé rostlinné oleje, například olivový nebo avokádový.
Živočišné tuky se běžně konzumují jako součást západní stravy v polotuhé formě buď jako mléko, máslo a sádlo, nebo častěji jako plnidlo do průmyslově zpracovaného masa, krmiva pro domácí zvířata a výrobků rychlého občerstvení.